# Steve Negus
Steve Negus (* 19. Februar 1952) ist ein kanadischer Schlagzeuger.

## Karriere
Er begann seine musikalische Karriere mit dem Touren in Bands wie Fludd, Fullerton Dam, Shelter und Bananas, aber bekannt wurde er in den frühen 1980ern durch sein Mitwirken bei der kanadischen Neo-Prog-Band Saga. Später spielte er auch auf den Alben The Getaway von Chris de Burgh und Waving Not Drowning von Rupert Hine.

## Die Jahre bei Saga
Steve Negus gehört zu den Gründungsmitgliedern von Saga, die mit Titeln wie Wind Him Up, The Flyer oder Times' Up vor allem in Nord- und Südamerika und Europa bekannt wurde. Er spielte von 1977 bis 1986 und von 1992 bis 2003 bei Saga. 2003 verließ er Saga erneut, um sich mehr seinen zahlreichen Soloprojekten zu widmen. Im Jahr 2006 übernahm er aufgrund einer Erkrankung von Drummer Brian Doerner für ihn einige Konzerte auf der Europatour von Saga. Ebenso spielte er deswegen im Oktober 2007 die kanadischen Konzerte der Saga-Tour.

## Instrumente
Steve Negus ist einer der ersten Schlagzeuger, die ein elektronisches Schlagzeug benutzten. Er trug maßgeblich zur Verbreitung und Etablierung der elektronischen Drumsets bei. Er benutzte ein Simmons, das er im Wechsel mit seinem akustischen Set, einem Doublebassschlagzeug, bestehend aus zwei Bass Drums, sechs Toms, Snare Drum, Hi-Hat und vier Becken spielte.
Zusammen mit Sänger Michael Sadler spielte er das Schlagzeugdoppelsolo A Brief Case, in Kombination von akustischem und elektronischem Schlagzeug (LP Saga in Transit, live, 1982).

## Diskografie

### Steve Negus als Studiomusiker
- 1982 · The Nylons One Size Fits All
- 1982 · Chris de Burgh The Getaway
- 1982 · Rupert Hine Waving Not Drowning
- 1988 · Savage Steel Do Or Die
- 1988 · One To One Forward Your Emotions
- 1989 · Gilmour Negus Project Safety Zone (Zusammenarbeit mit Jim Gilmour)
- 1994 · Jonathan M Self Titled

### Alben mit Saga
- 1978 · Saga
- 1979 · Images at Twilight
- 1980 · Silent Knight
- 1981 · Worlds Apart
- 1982 · In Transit-live
- 1983 · Heads or Tales
- 1985 · Behaviour
- 1990 · The Works (Compilation)
- 1993 · The Security of Illusion
- 1993 · All The Best (Compilation)
- 1994 · The Very Best Of (Compilation)
- 1994 · Defining Moments (Compilation)
- 1994 · Steel Umbrellas
- 1995 · Generation 13
- 1997 · Pleasure & the Pain
- 1997 · Phase One
- 1998 · How Do I Look (Compilation)
- 1999 · Full Circle
- 2001 · House of Cards
- 2003 · Marathon

### DVDs mit Saga
- 2003 · Silhouette (nur in D erschienen)
- 2003 · Marathon World Tour 2003 (nur in CAN erschienen)
- 2004 · All Areas - The 25th Anniversary - Live in Bonn

### Steve Negus als Solomusiker
- 2008 · Dare To Dream